# Tit Flavi Climent (cònsol)
Tit Flavi Climent (en llatí Titus Flavius Clemens) (Roma, s. I - 95) va ser cosí de l'emperador Domicià i el seu col·lega en el consolat l'any 95. És venerat com a sant per diverses confessions cristianes i venerat al judaisme.

## Hagiografia
Era fill de Flavi Sabí el vell, germà de Vespasià, i germà de Flavi Sabí que va ser mort per Domicià. Es va casar amb Flàvia Domicil·la, parenta de Domicià. Quintilià, a la seva Institutio Oratoria, IV. 1, § 2, indica que té com a pupils dos nets de Domicià, que deurien ésser els fills de Domicil·la i Climent. Suetoni diu que Domicià designà els fills de Climent com a successors al tron, abans que el seu pare caigués en desgràcia, i que els havia canviat els noms pels de Domicià i Vespasià.
L'emperador, però, va fer matar el seu germà Flavi Sabí el jove i, més tard, el mateix Flavi Climent, per causes desconegudes. Dió Cassi en diu:
| «                          | Domicià matà, juntament amb molts altres, Flavi Climent el cònsol, encara que n'era cosí i casat amb Flàvia Domicil·la, que també era parenta de l'emperador. El càrrec contra tots dos era el d'ateisme (αθεοτση), acusació per la qual molts altres que s'inclinaren cap als jueus van ser condemnats. Alguns d'ells foren portats a la mort, i la resta, com a mínim, privats de les seves propietats. Domicil·la només va ser desterrada a Pandatària (actual Ventotene, una de les illes Poncianes). | » |
| — Dió Cassi. Epítome, 67.4 | |   |

Després de l'assassinat de Climent, el llibert Esteve, majordom de Domicil·la, liderà la conxorxa que posà fi a la vida de Domicià, segons Suetoni. Mentrestant, Domicil·la moria a l'exili, i els seus dos fills van morir joves.

## Tradició jueva
Segons el Talmud, Domicil·la i Flavi Climent es consideren conversos al judaisme i estigueren en contacte amb el rabí Akiba ben Joseph. En tot cas, es van interessar per aquesta religió i, alhora, per la cristiana.
Quan Domicià decretà que en trenta dies el Senat hauria de confirmar el seu edicte per massacrar tots els jueus i cristians de l'Imperi, Domicil·la va convèncer el seu marit perquè donés suport als jueus. Quan quedaven cinc dies per a la votació de l'edicte al Senat, el convencé perquè se suïcidés, posposant així la votació. i esperant que mentrestant es pogués resoldre la situació. Domicià, però, va fer matar Climent l'endemà. La decisió quedà, igualment posposada, i poc després, Esteve va assassinar Domicià.

## Tradició cristiana
Segons la tradició cristiana, Domicil·la va ser convertida al cristianisme per Nereu i Aquil·leu i condemnada llavors a la deportació.
Probablement, aquest Climent és a qui es va dedicar l'església de Sant Climent de Roma, al turó Celi, construïda al segle v, sobre el titulus Clementi, potser la casa on va viure el matrimoni. El 1724 el cardenal Annibale Albani va trobar a l'església una inscripció en honor de "Flavi Climent màrtir".
La tradició cristiana antiga, reflectida en el Pseudoepigaphra Clementina, antiga narració llatina, identifica Flavi Climent amb el papa Climent I, sense més fonament que la coincidència de nom.

### Veneració
El seu culte no s'esmenta en l'antiguitat. El martirologi romà recorda la translació de les relíquies trobades en 1725 el 22 de juny.